# Basketbol'nij klub Budivel'nyk Kyïv
Il B.K. Budivel'nyk Kiev (in ucraino Баскетбольний клуб Будівельник Київ?, Basketbol'nij klub Budivelnyk Kiev), è una società cestistica, avente sede a Kiev, in Ucraina. Fondata nel 1945, gioca nel campionato ucraino.
Disputa le partite interne nella Kiev Sports Palace.

## Storia
È stata fondata nel 1945 con il nome SKIF, come squadra della Società Sportiva Volontaria del Sindacato Repubblicano Avanhard, sotto la sponsorizzazione dell'impresa edile municipale locale Kyivmiskbud-4 (Kyiv-City-Construction-4). Nel 1962 ha assunto l'attuale deonominaizone. Il nome della squadra significa "Costruttore" in lingua ucraina. 
Il club è stato uno dei principali del campionato sovietico. Ha vinto il campionato sovietico nel 1989 e il campionato ucraino per dici volte: per 6 stagioni consecutive dal 1991-1992 al 1996-1997 e poi nelle stagioni 2010-2011, 2012-2013, 2013-2014 e 2016-2017.
In epoca sovietica, giocava nel Palazzo dello Sport di Kyiv da 7.000 posti.
Dopo un lungo periodo di successi, ha attraversato un periodo di declino ed è stata relegata nelle divisioni ucraine inferiori a causa di problemi finanziari. 
Nel 2006, tuttavia, un gruppo di uomini d'affari hanno investito nel club ingenti risorse, consentendole di tornare a competere nella massima serie. Nel giro di due anni, è tornata a essere una delle più forti dell'Ucraina, classificandosi seconda nel campionato nazionale ucraino.
Nel marzo 2010, la dirigenza del Budivelnyk ha tenuto una conferenza stampa congiunta con l'amministratore delegato e presidente della società Euroleague Basketball, Jordi Bertomeu, annunciando la possibilità di entrare a far parte dell'EuroLeague per gli anni successivi e per la stagione 2013-14 dell'EuroLeague ha ricevuto una wildcard.
Il 21 giugno 2018, la Federazione cestistica dell'Ucraina rese nota l'esclusione del Budivelnyk dalla Superlega ucraina a causa dei debiti con i suoi giocatori.
Nel 2020 ha ripreso le sue attività e si è iscritto alla stagione 2020-21 di SuperLeague. Il divieto di trasferimento da parte della FIBA, applicato nel 2018, è stato revocato.
A causa dell'invasione russa dell'Ucraina del 2022, nel mese di settembre i giocatori più forti e lo staff si sono trasferiti a Roma, in Italia, per allenarsi presso gli impianti messi a disposizione per solidarietà dalla Stella Azzurra Roma, ed in particolare l’Arena Altero Felici. Una parte dell'organico è rimasta in Ucraina per disputare il campionato nazionale. Per i tornei europei il club ha eletto come campo di gioco casalingo il palazzetto di Veroli, in provincia di Frosinone.

## Palmarès
- Campionato sovietico: 1

1988-1989
- Campionato ucraino: 11

1991-1992, 1992-1993, 1993-1994, 1994-1995, 1995-1996, 1996-1997, 2010-2011, 2012-2013, 2013-2014, 2016-2017, 2022-2023
- Coppa d'Ucraina: 4

2012, 2014, 2015, 2021

## Roster 2013-14
aggiornata al 13 maggio 2014
|    | Naz.                   | Ruolo | Sportivo             | Anno | Alt. | Peso |  |
| -- | ---------------------- | ----- | -------------------- | ---- | ---- | ---- |  |
| 4  | Ucraina (bandiera)     | A     | Volodymyr Yegorov    | 1991 | 200  |      |  |
| 6  | Stati Uniti (bandiera) | G     | Blake Ahearn         | 1984 | 188  |      |  |
| 7  | Lituania (bandiera)    | C     | Darjuš Lavrinovič    | 1979 | 212  |      |  |
| 8  | Ucraina (bandiera)     | G     | Artur Drozdov        | 1980 | 199  |      |  |
| 9  | Lituania (bandiera)    | AP    | Dainius Šalenga      | 1977 | 197  |      |  |
| 10 | Ucraina (bandiera)     | A     | Serhij Gorbenko      | 1985 | 202  |      |  |
| 11 | Ucraina (bandiera)     | G     | Aleksandr Nerush     | 1983 | 192  |      |  |
| 13 | Lettonia (bandiera)    | G     | Jānis Strēlnieks     | 1989 | 191  |      |  |
| 14 | Lituania (bandiera)    | C     | Michailas Anisimovas | 1984 | 214  |      |  |
| 15 | Ucraina (bandiera)     | G     | Andriy Lebedintsev   | 1991 | 184  |      |  |
| 17 | Ucraina (bandiera)     | AG    | Aleksandr Tishchenko | 1989 | 205  |      |  |
| 20 | Ucraina (bandiera)     | C     | Kostiantyn Anikienko | 1992 | 218  |      |  |
| 24 | Stati Uniti (bandiera) | G     | Ricky Minard         | 1982 | 196  |      |  |
| 35 | Stati Uniti (bandiera) | A     | DaJuan Summers       | 1988 | 203  |      |  |
|    | Lettonia (bandiera)    |       | Ainārs Bagatskis     |      |      |      |  |